# Coco de mar

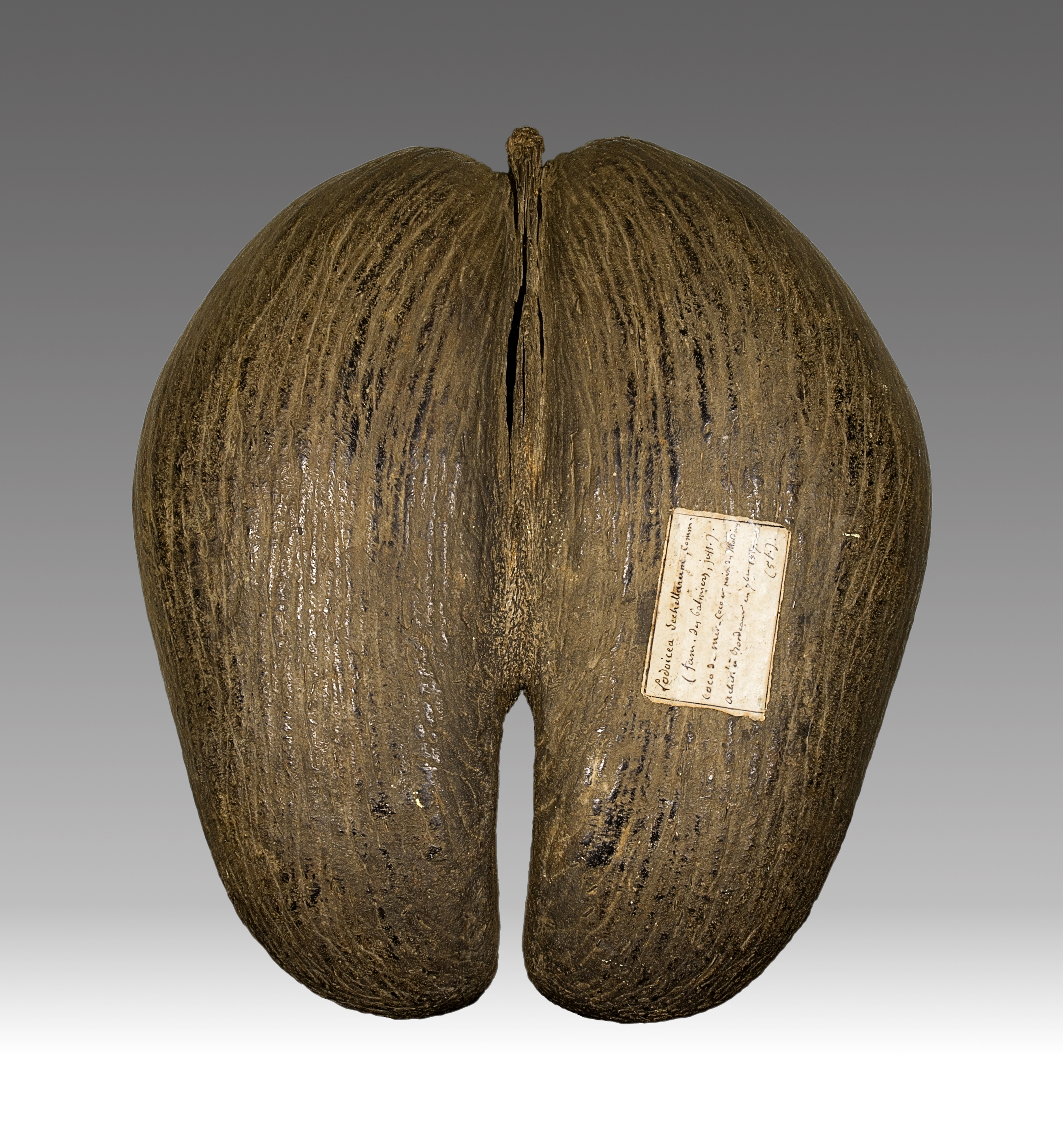
La nou o fruit sense escorça

El coco de mar (Lodoicea maldivica) és una planta amb flor de la família Arecaceae; és l'únic membre del gènere Lodoicea.

## Característiques
L'arbre és una palmera endèmica de les illes de Praslin (Vallée de Mai) i Curieuse a les Seychelles. Abans es trobava també a les illes de St Pierre, Chauve-Souris and Ile Ronde però s'ha extingit a aquestes illes.

## Etimologia
Lodoicea, el nom del gènere prové de Lodoicus, una forma llatina de Lluis, en honor del rei Lluís XV de França.
En l'antiquitat el coco de mar, dit localment coco-fesses (coco anques), es coneixia amb el nom de coco de les Maldives. El nom Lodoicea maldivica es va originar abans del segle xviii, quan les illes Seychelles estaven deshabitades. En els temps antics alguns dels cocos de mar que varen caure dels arbres de les Seychelles varen arribar al mar i els corrents se'ls varen emportar vers les Maldives. Les nous tan sols poden flotar durant el procés de germinació. Els cocos de mar recollits a les platges de les Illes Maldives varen ser recollits i exportats com a article de comerç i medicinal molt apreciat.

## Descripció
Actualment la palmera del coco de mar és una espècie protegida. Creix fins a 30 m d'altària i n'hi ha palmeres mascles i femelles separades. Les flors femelles són les flors de palmera més grosses del món
Els cocos semblen la part inferior del cos d'una dona. Fins que es va descobrir l'origen real d'aquestes nous, es creia que venien d'un arbre mític que creixia al fons del mar i el nom que tenen, coco de mar, prové d'aquesta llegenda. El fruit s'utilitza de temps antics en la medicina ayurvèdica i en la medicina tradicional xinesa. Les closques, sovint decorades, s'utilitzaven per a fabricar recipients rituals com bacines.

## Galeria

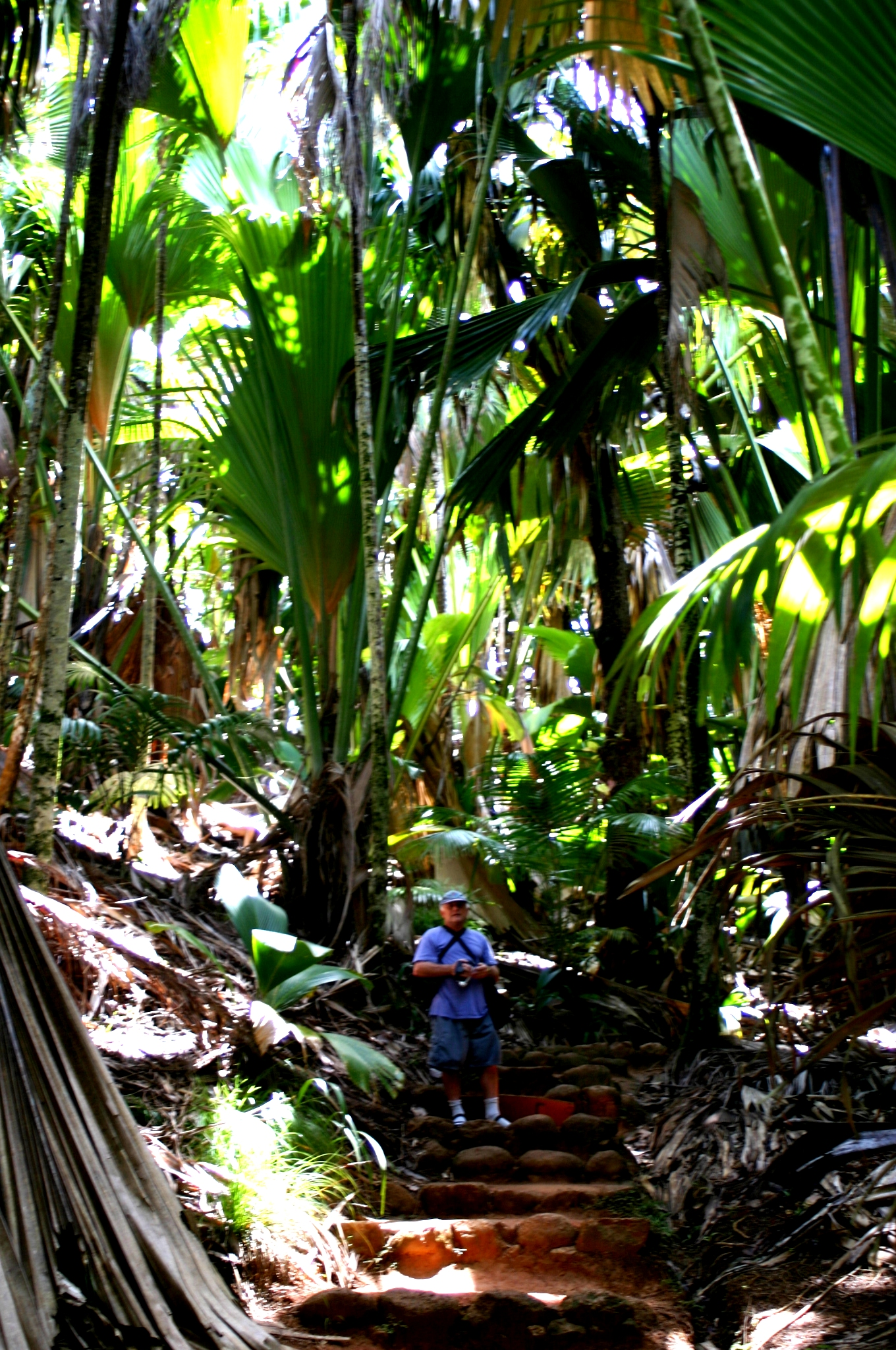
Vallée de Mai a Praslin
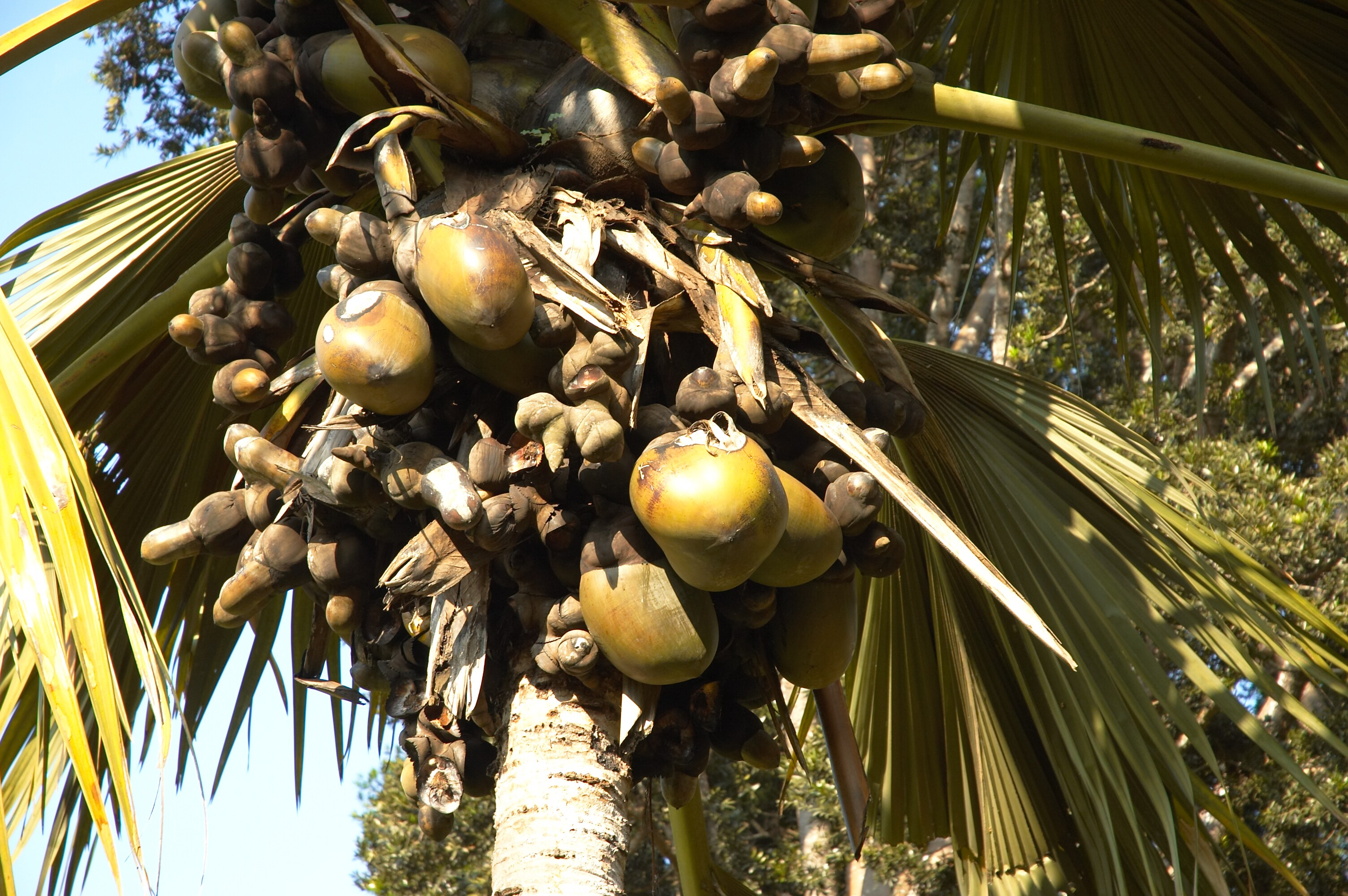
Fruit
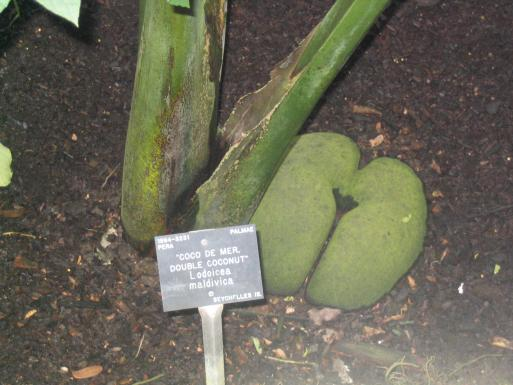
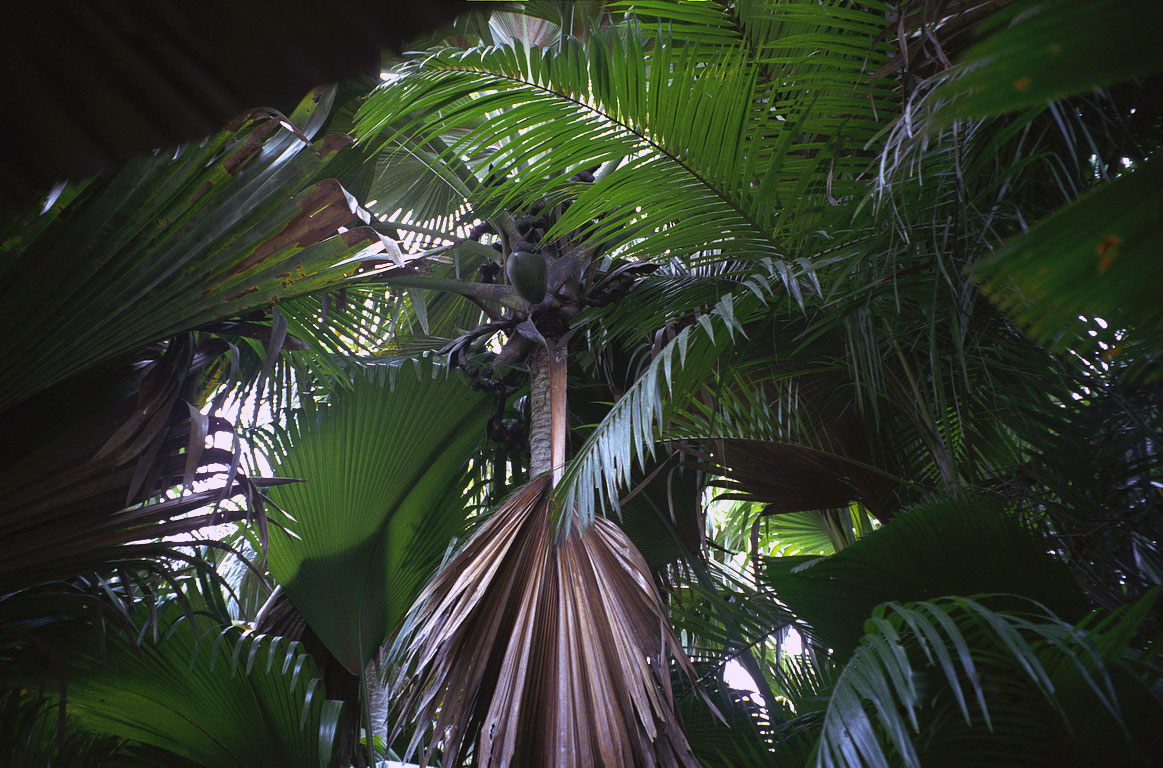
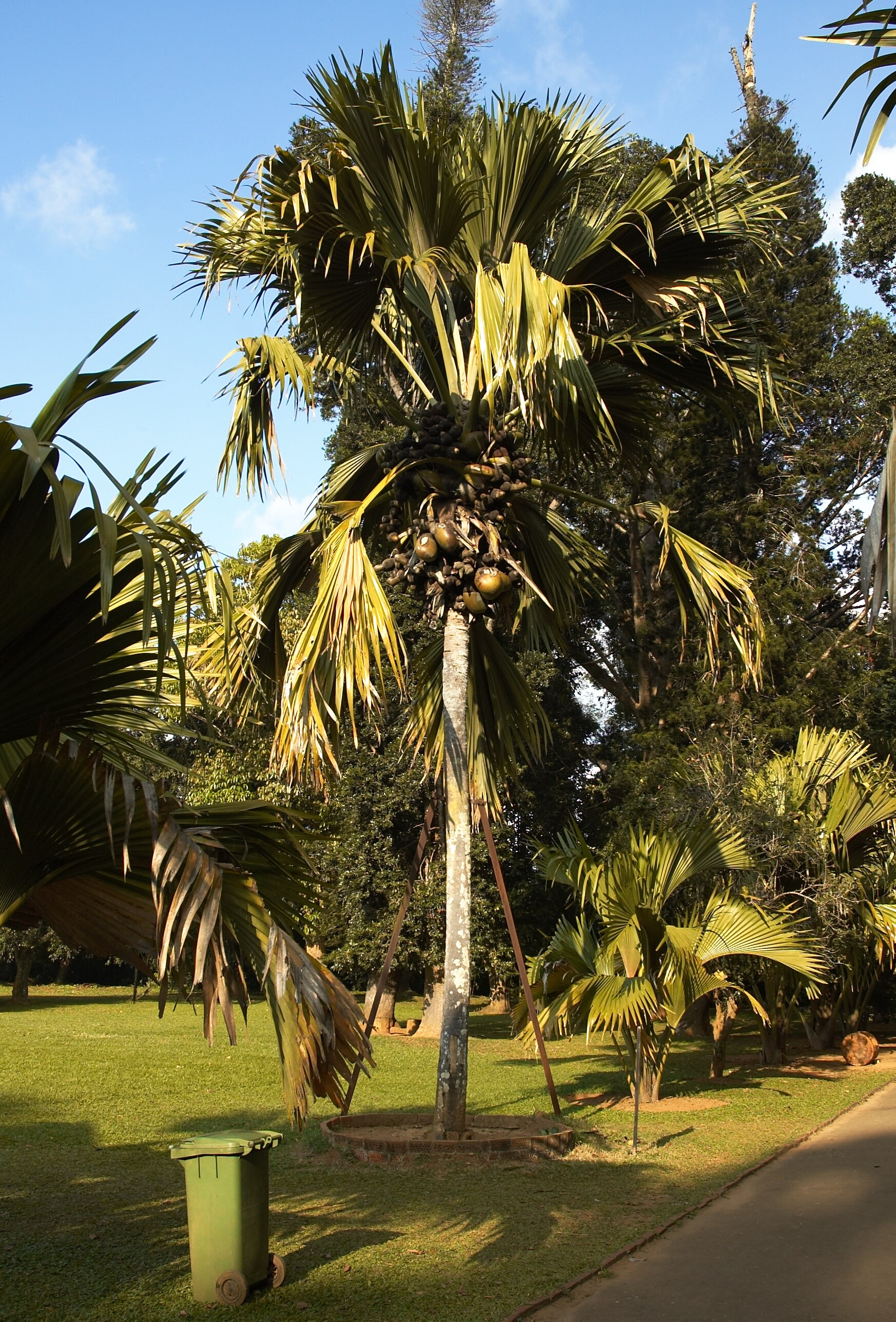
Palmera de coco de mar a Sri Lanka